# 種浦マサオ
種浦 マサオ（たねうら マサオ、本名：種浦 勝夫、1968年5月2日 - ）は、兵庫県姫路市出身のシンガーソングライターである。血液型：O型、身長：169cm、体重：60kg。ニックネームは「ターネー」。初期の素人時代は「ヨーグリー種浦」や「ターネー種浦」と名乗っていた。妻は元大阪パフォーマンスドール（OPD）の古谷文乃で、古谷文乃の間に2人の息子をもうけた。家族揃って東京在住である。

## 来歴
- 姫路市立津田小学校→姫路市立飾磨西中学校→兵庫県立姫路南高等学校→関西外国語大学外国語学部英語学科卒業。
- 姉の持っていた少女マンガ『夏祭りの終わりに』に触発され、中学2年の時に初めて自作曲「さくらんぼ」を作る。
- 1994年、バンド「音船楽団」を組み、自主制作のアルバム『こんにちは』でインディーズデビュー。
- 同年、MBSヤングタウンの企画で、ベイブルースの出したCD『夫婦きどり』の作曲を手がける。この曲は元々THE 虎舞竜の「ロード」を真似て第数十章まで作る予定だったが、ベイブルースの河本栄得が亡くなった為に遺作となってしまい、死後に「夫婦きどり 〜最後〜」と言う曲が1曲作られたのみで終わった。
- 1995年8月19日、フォーライフレコードよりシングル『チャイニーズレストランへ行こう!』でメジャーデビュー。
- フォーライフレコードではシングルを1枚しか出す事が出来ず、再びインディーズ活動に戻り、1997年6月8日に自主制作アルバム『高2・共学・2学期』発売。
- 1999年、自主制作シングル『夕暮れ』、ビデオクリップ『Ver.3.1』の発売を皮切りに、自主制作でのCDリリースを開始。 また、2001年には音楽の自動販売機「MUSIC DELI」での配信も行った。
- 2006年4月より、音楽仲間と共にショットバーの経営を開始。
- 2010年7月17日、元「大阪パフォーマンスドール」のフロントメンバー・古谷文乃と結婚。

## 人物
- 吉本興業の芸人ぜんじろうとは姫路南高校時代からの先輩後輩の仲で、かつては『ぜろ』や『ぜんタネ』というレギュラーテレビ番組も一緒に持っていた。

## ディスコグラフィ

### シングル
- チャイニーズレストランへ行こう! （1995年8月19日。フォーライフレコード）
- 夕暮れ VOL.I / VOL.II （1999年10月10日。自主制作）
- ちょっとだけ （2000年4月4日。自主制作）
- 花火 （2000年8月10日。自主制作）
- 初雪 （2000年11月25日。自主制作）
- あんな、 （2001年7月20日。自主制作）
- WAR/KS （2002年7月28日。LIVE会場限定発売。直筆シリアルナンバー&メッセージ入り。自主制作）
- 関西人 in Tokyo （2007年6月26日。自主制作）
スティングの『Englishman In New York』のカヴァーであり、曲中で『Somebody Stole My Gal』（吉本新喜劇のテーマ）、『京橋グランシャトーCMソング』、『かに道楽』のメロディを引用している[1]。
原曲の歌詞はニューヨーク在住イギリス人の悲哀を歌っているが、『関西人 in Tokyo』ではそれを東京在住関西人の悲哀に置き換えている[2]。
『Englishman In New York』の日本語によるカバーは初である。種浦はスティング側と粘り強く交渉し、許諾をとった[3]。
歌詞に「奈良生まれ」というフレーズがあるが、前述のとおり種浦自身は兵庫生まれ（プロデュース・バックコーラス・アレンジャーを担当した秋田慎治が奈良生まれ）[1]。

### アルバム
- こんにちは （「音船楽団」名義。1994年6月。自主制作）
- 高2・共学・2学期 （1997年6月8日。自主制作）
- pre-pro （1999年6月。自主制作）
- SONGURA TANEURA （2000年12月10日。自主制作）
- petit best （2001年12月4日。自主制作）
- らくがき （2003年3月1日。自主制作）
- Collabo-RHYTHM （2004年6月26日。自主制作）
- みちしるべ （2006年8月12日。自主制作）
- ぴあのだけ （2008年12月26日。自主制作）

### その他のCD
- not for listening but for laughing
（2003年12月。同年のLIVEツアー『凛』でのMCを収録したトークCD。自主制作）

### MUSIC DELI配信曲
- 二人乗り LIVE@BIG CAT （2001年11月1日エントリー）
- 天王寺の唄 DELI VERSION （2001年11月15日エントリー）
- ステキナコウカイ DELI VERSION （2001年12月1日エントリー）

### ビデオ
- アジアの路で歌ってみました （1999年6月。自主制作）
- Ver.3.1 （1999年12月24日。自主制作）

## 出演

### テレビ
- 夕やけTV編集局 （仙台放送）
- ぜろ （1996年7月 - 9月、MBSテレビ） ぜんじろうとのレギュラー共演番組
- 輝け!ソングラ天国 （テレビ東京）
- ぜんタネ （スカイパーフェクTV!275chEXエンタテイメント） ぜんじろうとのレギュラー共演番組。

### ラジオ
- MBSヤングタウン （MBSラジオ）
- 真夜なかん!かん!Z （ラジオ関西） ぜんじろうの番組。アシスタント的に出演。
- 真夜なかん!かん!“過激団” （ラジオ関西）
吉本興業の芸人だった“モーリー”こと森田嘉宏（現：コラアゲンはいごうまん）とのレギュラー番組。
- UP'S〜Ultra Performer'S radio〜 （TBSラジオ）
- SOUL STONE 〜タネ魂〜 （FM Northwave）